# ら行
ら行（らぎょう）とは、日本語の五十音図における9番目の行である。仮名「ら」「り」「る」「れ」「ろ」が含まれる。どの仮名も子音と母音から成る音節またはモーラを表す。

## 発音
ら行・りゃ行の音の頭子音はいずれも有声音であり、清音・濁音の区別は存在しない。ら行音の頭子音の音素（通常 /r/ と書かれる）は、聴覚印象により流音に分類されることがある。頭子音の音声学上の実際の発音は、「り」を除く「ら」行音の場合は一般的に、語頭や撥音（ん）の後では歯茎側面はじき音 [ɺ] 、そり舌側面接近音 [ɭ] または有声そり舌破裂音 [ɖ] に発音され、撥音（ん）の後を除く語中・語尾では歯茎はじき音 [ɾ] またはそり舌はじき音 [ɽ] に発音される。
「り」の場合は、他の「ら」行音に比較して頭子音が硬口蓋化するため、語頭や撥音（ん）の後では歯茎硬口蓋側面はじき音 [ɺ̻̠ʲ] 、硬口蓋側面接近音 [ʎ] または有声硬口蓋破裂音 [ɟ] に発音され、撥音（ん）の後を除く語中・語尾では歯茎硬口蓋はじき音 [ɾ̻̠ʲ] または硬口蓋はじき音 [ɟ̆] に発音される。
ら行のローマ字表記は日本式・ヘボン式ともに ra ri ru re roである。

## 拗音
「り」を第1字とする開拗音は「りゃ」「りゅ」「りょ」である。りゃ行の頭子音の音素は「り」と同じであり、語頭や撥音（ん）の後では歯茎硬口蓋側面はじき音 [ɺ̻̠ʲ] 、硬口蓋側面接近音 [ʎ] または有声硬口蓋破裂音 [ɟ] で発音され、それ以外では歯茎硬口蓋はじき音 [ɾ̻̠ʲ] または硬口蓋はじき音 [ɟ̆] となる。
りゃ行のローマ字表記は日本式・ヘボン式ともに rya ryu ryo である。

## ら行始まり
もともと日本語には「ら行」で始まる単語がほとんど無かったと考えられ、時代を経るに連れアイヌ語や「/r/音」始まりが比較的多い漢語（中国語）を始めとする外国語から「ら行」に繋がる音素をもつ語が流入し続けることで「ら行」の語が増えていったとみられるが、それでも未だに少ない。
日本語において「ら行」音で始まる単語は、ほぼ全てが以下のいずれかに該当する。
- 「られる」「らしい」などの付属語。
- 「りーん[要出典]」や、気分が浮き立っている時の鼻歌を表す「るんるん[注 1]」など、少数の擬音語。
- アイヌ語と漢語を始めとする外国語に由来する語。
- るつぼ

即ち付属語・擬音語以外の和語で「ら行」音で始まるものは、殆ど存在しない。これは、確認し得る最も古い日本語（上古日本語）の時代からの極めて古い特徴である。また、朝鮮語やアルタイ諸語（トルコ語・モンゴル語・満州語など）に共通する特徴でもあり、これを一種の地域特徴として捉えたり、言語の系統論に関連づけようとする試みもある。

## ら行の元号
「ら行」で始まる日本の元号は「霊亀」「暦仁」「暦応」「令和」の4例しかなく、非常に珍しいものとなっている。2019年（平成31年）5月1日に行われた改元では新元号が「令和」になったが、これは「暦応」以来680年ぶりの「ら行」始まりの元号であった。

## 音声学的分類
| 母音   | /a/        | /i/      | /u/        | /e/     | /o/        |
| ------ | ---------- | -------- | ---------- | ------- | ---------- |
| ら行   | ラ /ɾa/    | /ɾi/     | ル /ɾu/    | レ /ɾe/ | ロ /ɾo/    |
| りゃ行 | リャ /ɾʲa/ | リ /ɾʲi/ | リュ /ɾʲu/ | /ɾʲe/   | リョ /ɾʲo/ |

語頭や撥音の後かそれ以外かで、発音の表記が大きく異なる。いずれも有声音であり、清音・濁音の区別が存在しない。